# مكيفة
قرية مكيفة
هي قرية صغيرة تقع في محافظة الحسكة في شمال شرق سورية. يبلغ عدد سكانها 500 نسمة تقريبا